# Матьё-Боде, Пьер
Пьер Матьё-Боде (фр. Pierre Mathieu-Bodet; 16 декабря 1816 года, Сен-Сатюрнен — 28 января 1911 года, Париж) — французский юрист, государственный и политический деятель. Министр финансов Франции с 20 июля 1874 года по 10 марта 1875 года.

## Биография
Сын фермера. Изучал право в Парижском университете. Доктора юридических наук (1842). В 1846 году — член Кассационного суда Франции.
Сторонник орлеанистов-бонапартистов. м суде (1846)
Член Генерального совета Шаранта (фр.) с 1845 года по апрель 1848 года, представитель Шаранта в Учредительном собрании Второй республики во Франции.
В 1863 году стал президентом Ассоциации адвокатов в Государственном Совете и Верховного суда (до 1865).
Член Национального собрания Франции (1871—1872), как представитель от Шаранта.
Министр финансов Франции (20 июля 1874 — 10 марта 1875) в правительстве Э. Курто де Сиссе. Будучи министром, заключил новый договор с Банком Франции (август 1874 г.). Создал Банк Индокитая (21 января 187?). Принял ряд мер по укреплению государственной монополии на производство спичек, принял закон о сохранении ипотечных регистров.
Администратор земельного банка (1880).

## Избранные публикации
- Налоговая реформа (La Réforme des impôts, 1880)
- Фьючерсные рынки и игры на фондовом рынке (Les Marchés à terme et les jeux de bourse, 1881)
- Финансы Франции с 1870 по 1878 г., Том 1 (Les finances françaises de 1870 à 1878: Volume 1, 1881)
- Финансы Франции с 1870 по 1878 г., Том 2 (Les finances françaises de 1870 à 1878: Volume 2, 2008, 2012)
- Миссия Комитета по бюджету 1884 (La Mission de la commission du budget de 1884, 1884)
- Notice nécrologique sur M. Louis-Athénaïs Mourier, ex-directeur de l’instruction publique, 1889